# Gabriel Calderón
‎Gabriel Humberto Calderón, argentinski nogometaš in trener, * 7. februar 1960, Rawson, Chubut, Argentina. 
Med letoma 2004 in 2005 je bil selektor saudske nogometne reprezentance, ki se je pod njegovim vodstvom uvrstila na svetovno prvenstvo v nogometu 2006.